# Pirostorkú karakara
A pirostorkú karakara (Ibycter americanus) a madarak osztályának a sólyomalakúak (Falconiformes) rendjébe és a  sólyomfélék (Falconidae) családjába tartozó Ibycter nem egyetlen faja.
Egyes rendszerbesorolások a Daptrius nembe sorolják Daptrius americanus néven, de tartozott a Falco nembe is  Falco americanus néven.

## Előfordulása
Dél-Amerikában, Bolívia, Brazília, Kolumbia, Costa Rica, Ecuador, Francia Guyana, Guatemala, Guyana, Honduras, Mexikó, Nicaragua, Panama, Peru, Suriname és Venezuela területén honos. Trópusi és szubtrópusi, alföldi és hegyvidéki erdők lakója.

## Megjelenése
Testhossza 45–55 centiméter. Tollazata fekete, hasi része fehér, arcrésze és torka csupasz, piros színű.

## Életmódja
Tápláléka rovarokból, főleg méhből és darázsból, amelyeknek ügyesen lecsípi a fullánkját, békákból, kis és fiatal madarakból és gyümölcsökből áll. Egyike azon ragadozó madarak csoportjának, amely növényi részekkel is táplálkozik.

## Szaporodása
Fészkét sárból és ágakból készítí egy magas fára. Fészekalja 2–3 tojásból áll, melyen a tojó kotlik. A fiókákat rovarokkal etetik.